# Gustavo Matamoros

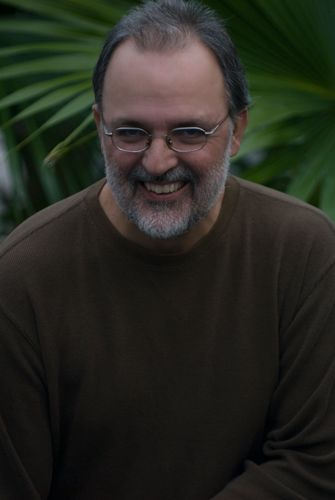
Gustavo Matamoros

Gustavo Matamoros (* 1957 in Caracas) ist ein venezolanischer Komponist.

## Leben
Matamoros lebt in den USA, wo er seit 1989 künstlerischer Direktor des Subtropics Festival für experimentelle Musik ist. Seit 1996 leitet er außerdem den von ihm gegründeten interdisziplinären Sound Arts Workshop.
Bekannt wurde Matamoros vor allem mit seiner Band SEE, in der vor allem mit Handsägen gearbeitet wird. Daneben zählt Sam Ashley zu seinen Partnern, mit dem er auch in Deutschland auftrat. Außerdem arbeitete er u. a. mit Alison Knowles, Fred Lonberg-Holm, Lou Mallozzi, Malcolm Goldstein, Russell Frehling, Jacqueline Humbert, Shahreyar Ataie, David Manson, Charles Recher, Helena Thevenot, Dinorah Rodriguez, Davey Williams und Jan Williams.
Unter seinen intermedialen Arbeiten finden sich Solo-Performances, Objekte, Klanginstallationen, Sound-Videos und radiophone Arbeiten. Bekannt wurden seine Portraits (Retratos), in denen er von der porträtierten Person stammendes Klangmaterial verarbeitet. Unter anderem erhielt er zweimal den venezolanischen Nationalpreis für Komposition.

## Werke
- Cervatana Music für Flöte und live processing, 1982
- 142857 für Tonband, 1986
- Truly Yours für Xylophon und Tonband, 1987
- La Pieza/NMA-Miami Version für Rundfunk, 1988
- R con R, Installation mit Spielzeugzügen und Klang (mit Fred Snitzer), 1989
- Ferrocarril, Installation mit computergesteuerten Spielzeugzügen und Klang (mit Fred Snitzer), 1990
- Con el dedo en el timbre, multimediales Werk für Schlagzeug, Tänzer, Video, Licht und Tonband, 1990
- Retrato: Flores Chaviano für Gitarre und Tonband, 1990
- Retrato: Joseph Celli für Oboe und Tonband, 1990
- Retrato: Bob Gregory für Leser und Tonband, 1990
- To the Victims… für snare drum und Tonband, 1991
- Sin Ninguna Imperfección… für acht Instrumente und Tonband, 1991
- In Memory of Gentle Giant II für Live-Elektronik und Video, 1991
- Auto-Retrato für Live-Elektronik und Video, 1991
- Hold On!!! Klanginstallation, 1991
- The Garden, Installation mit Klang, Gemälden und Skulpturen (mit Kate Rawlinson und Diane Dawes), 1992
- Heavy Metal für verstärkte Instrumente und Tonband, 1992
- 37, for instance, or 36, to John Cage für Streichorchester und Tonband, 1992
- Retrato: Luis Gómez-Imbert für Kontrabass und Tonband, 1992
- Retrato: Ricardo Dal Farra für Tonband und Live-Elektronik, 1992
- Tracing the Radio Landscape für Rundfunk, 1992
- Preparing The Air To Let The Rhythm Be Heard And Help The City With Its Dancing für Rundfunk, 1992
- Una Guitarra…Toca Sola für Live-Elektronik und Text, 1993
- Dreamcatcher für Streichquintett, Vocoder und Tonband, 1993
- Music On A Budget, fünf kurze Stücke, 1993
  - Variations on a Shoe String für verstärkten Bleistift und Schnürsenkel
  - Sound Consumption für ein verstärktes brennendes Streichholz
  - More for Less, or Time is Money für so viele Musiker wie möglich
  - Pocket Change für verstärkte lose Münzen
  - Cheaper Imitation: Stars & Strips Forever More für elektronisch gesteuertes Tonband
- The Ear of the Beholder, interaktive Klang-Skulptur, 1993
- An Interaction of Ideas, an installation of sound and computer images (mit Tom Schmitt), 1994
- Field, Installation mit Holz, Glas, Lautsprechersystem und Klang (mit Larry Cressman), 1994
- Ventanas de Contacto für verstärkten Kontrabass und Tonband, 1994
- RE: TdM(are), for Anthony deMare für Klavier, Stimmen und Tonband, 1995
- Private Thoughts/Public Forum für drei Leser und dreispuriges Tonband, 1995
- ¿METAPHOR?, Klanginstallation, 1995
- Piano, ma non tango für Klavier und Tonband, 1996
- Mapa/Memoria für sechs Tonkanäle, Mokrophone und Tänzer, 1996
- Trump(s) Car(d) für Bläserquintett, Schlagzeug und Tonband, 1997
- Sound Painting with Dreams and Spirits, Tonbandschleife, 1997
- William Tells of Rights für aufgenommenen Text und snare drum, 1997
- Sound Painting with Piano, Tonbandschleife, 1998
- Sing and Follow the Leider für Stimme, singende Säge und Tonband, 1998
- Fishtank: Music BorderLine und Fishtank: B(ey)ON'K(ey) West, zwei abendfüllende Stücke aus überlappenden nicht zusammenhängenden Klang- und Videostücken, 1998
- Sound Painting with Harp and Gongs, Tonbandschleife, 1999
- In my Mind as I Work für Säge und Holzplanke, 2000
- Dreams & Spirits, eine Outdoor-Installation aus über Antennen empfangenen Klängen, 2000
- Dreams Gathered für projektierte Bilder und Radioklänge aus zwei Fenstern der 125. street, 2001
- Electra, 2001
- An Old Shoe… für Säge und Tonband, 2001
- Sounds Gathered von einer beliebigen Anzahl von Teilnehmern aufgenommen, 2001
- Symbiosis by Osmosis Vierkanalton-Installation in einem Garten mit Busgeräuschen einer nahegelegenen Haltestelle, 2002
- Breezeway, 2003
- FTNK GTR: Evidence No 1, 2003

| Personendaten    | Personendaten             |
| ---------------- | ------------------------- |
| NAME             | Matamoros, Gustavo        |
| KURZBESCHREIBUNG | venezolanischer Komponist |
| GEBURTSDATUM     | 1957                      |
| GEBURTSORT       | Caracas                   |